# Blažková
Příjmení Blažková je české a slovenské ženské příjmení.
Na rozdíl od většiny jiných českých ženských příjmení, není Blažková přechýlenou podobou pouze jednoho mužského příjmení.
Nepřechýlené podoby jsou
- Blažek (četnost 10 804)
- Blažka (149)
- Blažke (31)
- Blažko (71)

V Česku žilo k září 2017 10827 žen s tímto příjmením.

## Známé nositelky
- Denisa Blažková (1935–2019) – česká botanička
- Ema Blažková (1924–2003) – česká malířka, ilustrátorka a sochařka
- Irena Blažková (* 1969) – česká politička
- Jaroslava Blažková (1933–2017) – slovenská a kanadská spisovatelka
- Marie Blažková – více nositelek
- Martina Blažková (* 1965) – právnička a sportovkyně
- Milada Blažková (* 1958) – pozemní hokejistka